# Golf d'Alexandreta
El golf d'Alexandreta (o golf d'İskenderun) és un golf situat en la regió oriental de la Mediterrània, en la costa sud de Turquia, a prop de la frontera amb Síria. La costa del golf està repartida entre la província de Hatay, on està a ciutat d'Alexandreta i la província d'Adana.

## Noms
En l'antiguitat era anomenat golf d'Issus (en llatí: Mare Issicum o Issicus Sinus). Heròdot es referí a aquest lloc com la Badia de Miriandros, per la famosa ciutat fenícia de Miriandros. Temps després, Alexandre el Gran fundà al costat de Miriandros, una ciutat que anomenà Alexandria d'Issos, que els mercaders venecians i genovesos anomenaren Alexandreta, d'on li ve el nom més conegut a Occident. Quan els turcs establiren l'Imperi Otomà canviaren el nom d'aquesta ciutat pel d'İskenderun, per la qual cosa és també dit golf d'İskenderun.

## Geografia
El golf d'Alexandreta forma l'entrada de mar situada en l'extrem més oriental de la Mediterrània. La costa d'aquest golf pertany a Turquia, però està molt a prop de la frontera amb Síria on acaben les Muntanyes de Nur que, en l'antiguitat estaven considerades el límit entre Cilícia i Síria, tot i que Heròdot situava la separació més al sud, en Ras al-Bassit (la clàssica Posidium).
En aquest golf, en territori de Ceyhan, es troba la terminal marina de l'oleoducte Bakú-Tbilisi-Ceyhan, de gran importància geoestratègica i el segon més llarg del món, que s'inaugurà el 28 de maig del 2006.

## Història
Aquest golf és esmentat en la història perquè hi hagueren tres batalles navals:
- La batalla d'Issos (333 aC), en què Alexandre el Gran de Macedònia derrotà Darios III de Pèrsia. Aquesta batalla també és coneguda pel nom de primera batalla d'Issos.
- La batalla d'Issos (194), que fou un enfrontament entre les forces de l'emperador romà Septimi Sever i les del seu rival, Pescenni Níger.
- La batalla d'Issos (622), entre l'Imperi Romà d'Orient i l'Imperi Sassànida.